# Patrick Devedjian

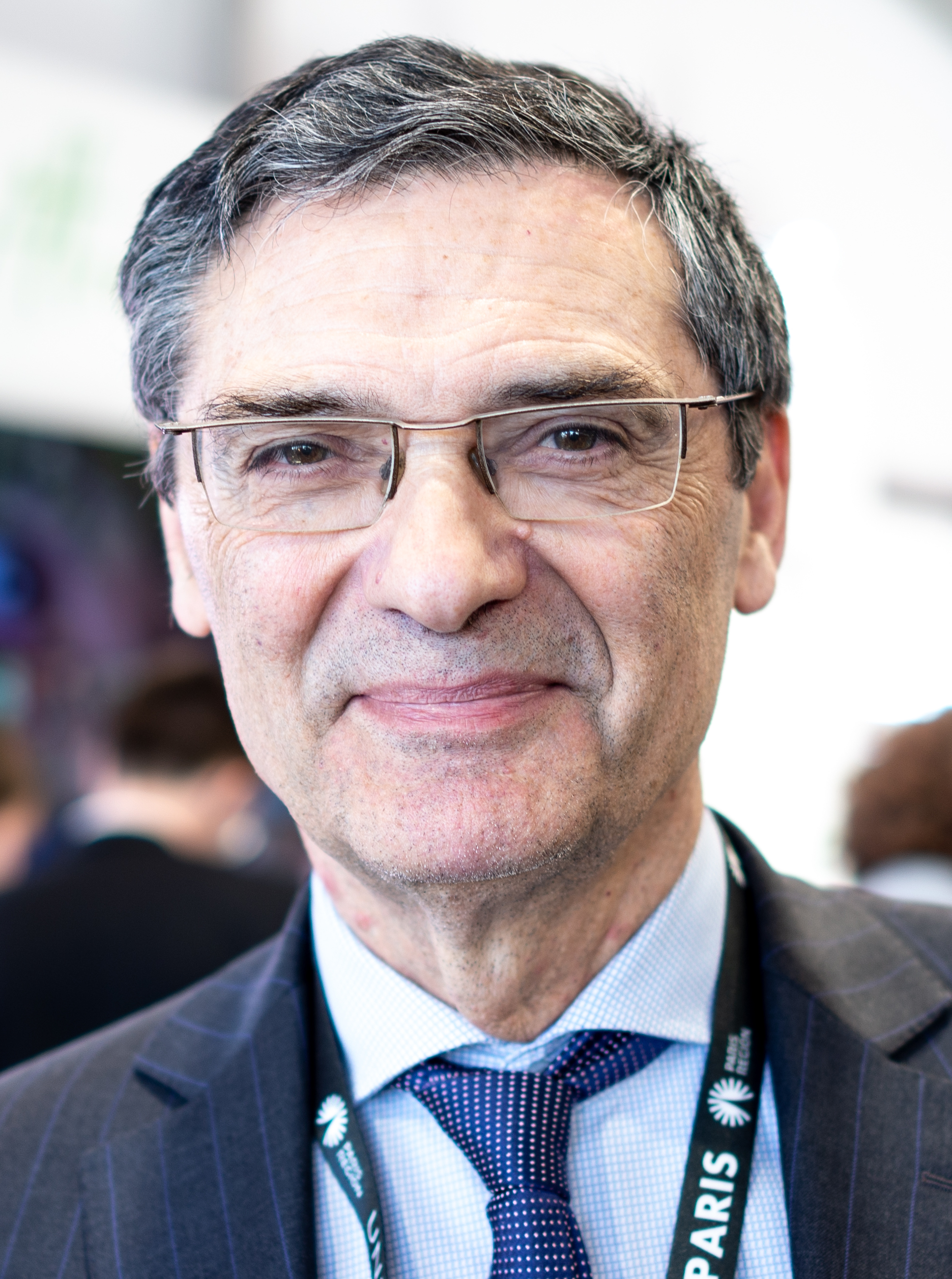

Patrick Devedjian (Fontainebleau, 26 augustus 1944 - Antony, 29 maart 2020) was een Frans politicus. Hij was minister onder de presidenten Jacques Chirac en Nicolas Sarkozy.
Devedjian was via zijn vader van Armeense oorsprong en studeerde rechten. Aan de universiteit was hij actief in de rechtse organisatie Occident. Deze organisatie was tegen de Algerijnse onafhankelijkheid en ageerde tegen linkse krachten op de Franse universiteiten. Devidjian liep veroordelingen op wegens geweldpleging. Door zijn ontmoeting met filosoof Raymond Aron zocht hij toenadering tot het neogaullisme. Hij werd in 1971 lid van de partij UDR en later bij opvolger RPR waar hij een medestander was van Charles Pasqua. In 1986 werd hij verkozen in de Assemblée Nationale waar hij bleef zetelen tot 2002.
Bij de presidentsverkiezingen van 1995 steunde hij de kandidatuur van Edouard Balladur tegen Chirac. Na de herverkiezing van Chirac in 2002 kon hij toch toetreden tot de regering en was achtereenvolgens minister van lokale besturen (2002-2004) en van industrie (2004-2005). Hij was campagneadviseur van Sarkozy bij de presidentsverkiezing in 2007. Hij kreeg geen ministerpost maar werd wel secretaris-generaal van de partij UMP. Tussen 2008 en 2010 was hij minister voor het relanceplan om de gevolgen van de financiële crisis te bestrijden in de regering-Fillon II.
Verder was hij actief in de lokale politiek en was hij burgemeester van Antony tussen 1983 en 2002.
Devedjian was gehuwd en had vier kinderen. Hij stierf aan de gevolgen van COVID-19. 
- Bibliothèque nationale de France: cb123607542 (data)
- Gemeinsame Normdatei: 132700875
- International Standard Name Identifier: 0000 0001 1036 1625
- Library of Congress Control Number: no94023491
- Système universitaire de documentation: 032610742
- Virtual International Authority File: 5008174
- WorldCat: E39PBJycGxQVM7MYFdd4cC7PwC